# Cyphomyrmex paniscus
Cyphomyrmex paniscus är en myrart som beskrevs av Wheeler 1925. Cyphomyrmex paniscus ingår i släktet Cyphomyrmex och familjen myror. Inga underarter finns listade i Catalogue of Life.